# Lamaachate
Lamaachate (franska: Lamaachate (CR), Lamaachate (Commune Rurale), arabiska: سيدي بوخلخال) är en kommun i Marocko.   Den ligger i provinsen Safi och regionen Marrakech-Safi, i den norra delen av landet, 300 km sydväst om huvudstaden Rabat. Antalet invånare är 13 892.